# Tremblay-en-France
Tremblay-en-France település Franciaországban, Seine-Saint-Denis megyében. Lakosainak száma 38 210 fő (2022. január 1.). Tremblay-en-France Mauregard, Le Mesnil-Amelot, Mitry-Mory, Villeparisis, Vaujours, Villepinte, Gonesse és Roissy-en-France községekkel határos.

## Népesség
A település népessége az elmúlt években az alábbi módon változott:
| Lakosok száma | 34 614 | 35 381 | 35 866 | 36 180 | 36 230 | 36 461 | 36 477 | 37 271 | 38 210 |
|               | 2013   | 2015   | 2016   | 2017   | 2018   | 2019   | 2020   | 2021   | 2022   |